# Українське православне братство імені митрополита Василя Липківського
Українське православне братство імені митрополита Василя Липківського — релігійна громадська організація в США.
Оголошення про заснування братства було прийняте на нараді духівництва та вірних УАПЦ у Форт-Вейн США. Метою братства був захист відродженої УАПЦ. Братство існувало за рахунок добровільних пожертв, прибутку від видавничої діяльності, благодійних заходів.
Центральний осередок знаходився у Чикаго.
До самої смерті 25 травня 2010 головою братства був багатолітній оборонець ідеї автокефалії Української Православної Церкви Валентин Кохно.

## Видавнича діяльність
Зусиллями братства зокрема видані:
- «Діяння Всеукраїнського Православного Церковного Собору в м. Києві 14-30 жовтня н. с. 1921 р.» — Новий Ульм, 1965. — 60 с.
- Митрополит Василь Липківський: Листи 1933—1937. — США, 1980.
- Липківський В. Христова наука — світ у темряві. // Слово Христове до українського народу. — США, 1988.-с.413.

## Виноски
1. ↑  Архівована копія. Архів оригіналу за 6 вересня 2012. Процитовано 6 вересня 2012.{{cite web}}:  Обслуговування CS1: Сторінки з текстом «archived copy» як значення параметру title (посилання)